# Austrodamaeus elegantulus
Austrodamaeus elegantulus är en kvalsterart som först beskrevs av Hammer 1958.  Austrodamaeus elegantulus ingår i släktet Austrodamaeus och familjen Gymnodamaeidae. Inga underarter finns listade.